# Phía Tây không có gì lạ (phim 2022)
Phía Tây không có gì lạ (tiếng Anh: All Quiet on the Western Front, tiếng Đức: Im Westen nichts Neues) là một bộ phim điện ảnh thuộc thể loại sử thi – chiến tranh – chính kịch công chiếu năm 2022 do Đức và Mỹ sản xuất, phóng tác từ cuốn tiểu thuyết cùng tên của nhà văn Erich Maria Remarque. Tác phẩm do Edward Berger viết kịch bản kiêm đạo diễn, với sự tham gia diễn xuất của các diễn viên gồm Felix Kammerer, Albrecht Schuch và Daniel Brühl. Nội dung phim theo chân Paul Bäumer, một người lính trẻ người Đức tham gia mặt trận phía Tây trong Chiến tranh thế giới thứ nhất, và nơi đây anh đã nhận thấy những hiện thực khốc liệt của chiến tranh, từ đó anh mong muốn sống sót trong cuộc chiến đó để có thể quay về.
Phía Tây không có gì lạ có buổi công chiếu lần đầu tại Liên hoan phim quốc tế Toronto vào ngày 12 tháng 9 năm 2022 trước khi được Netflix phát hành trên toàn thế giới vào ngày 28 tháng 10 cùng năm. Bộ phim đã được giới chuyên môn đánh giá cao qua việc tôn trọng thông điệp về phản chiến, qua đó nhận được 14 đề cử tại giải BAFTA lần thứ 76, giành được 7 giải bao gồm cả hạng mục Phim hay nhất; và 9 hạng mục tại giải Oscar lần thứ 95, trong đó có Kịch bản chuyển thể xuất sắc nhất, Phim hay nhất và Phim quốc tế hay nhất.

## Nội dung
Vào năm thứ ba của cuộc Đại chiến thế giới lần I, chàng trai 17 tuổi  Paul Bäumer quyết định gia nhập Lục quân Đế quốc Đức cùng những người bạn Albert Kropp, Franz Müller và Ludwig Behm. Họ lắng nghe bài diễn văn yêu nước nồng nàn từ một viên chức của trường rồi sau đó nhận được đồng phục từ những binh sĩ đã thiệt mạng trong trận chiến trước đó. Sau khi được điều động đến miền Bắc nước Pháp nằm gần xã La Malmaison, bốn người họ làm quen và kết thân với Stanislaus "Kat" Katczinsky, một người lính lớn tuổi dày dặn kinh nghiệm. Khi lần đầu đối diện với chiến trường, quan điểm lãng mạn và niềm tin thắng lợi của họ bỗng chốc tiêu tan bởi sự tàn bạo và khốc liệt ở nơi đây, trong đó Ludwig bị giết bởi pháo kích ngay trong đêm đầu tiên ra trận. 
Ngày 7 tháng 11 năm 1918, quan chức người Đức Matthias Erzberger do chán nản vì tổn thất ngày càng tăng nên đã đến gặp Bộ Tư lệnh Tối cao Đức, nhằm thuyết phục họ bắt đầu đàm phán đình chiến với các cường quốc phe Đồng minh. Trong khi đó, Paul phối hợp với Kat đánh cắp một con ngỗng từ một trang trại để chia sẻ với Albert, Franz cùng một người lính kỳ cựu khác tên Tjaden Stackfleet, người mà họ gặp và dần trở nên thân thiết sau chiến tuyến ở Champagne. Do là một người mù chữ nên Kat bèn nhờ Paul đọc hộ anh một lá thư của vợ, đồng thời bộc bạch nỗi lo của mình về việc anh sẽ khó có thể hòa nhập lại với xã hội khi chiến tranh kết thúc. Về phần Franz, anh bị quyến rũ và quyết định qua đêm với một phụ nữ Pháp, sau đó mang về chiếc khăn quàng cổ của cô ấy như một kỷ vật.
Ngày 9 tháng 11 năm 1918, Erzberger cùng phái đoàn Đức lên chuyến tàu đến Rừng Compiègne để đàm phán về vấn đề ngừng bắn. Lúc đó, Paul và những đồng đội của mình đang thực hiện nhiệm vụ tìm kiếm 60 tân binh mất tích, vốn được điều đến để tăng cường quân lực cho đơn vị của họ. Cả nhóm sau đó phát hiện rằng tất cả những tân binh ấy đều đã thiệt mạng do hít phải hơi ngạt vì tháo mặt nạ phòng độc ra quá sớm. Tướng Friedrichs, người liên tục phản đối các cuộc đàm phán, ra lệnh tấn công trước khi quân tiếp viện của Pháp đến. Đêm đó, phái đoàn của Erzberger đến được Rừng Compiègne, trong khi trung đoàn của Paul lại được điều ra ngoài mặt trận để chuẩn bị tấn công phòng tuyến của quân Pháp.
Ngày 10 tháng 11 năm 1918, Tư lệnh Tối cao quân Đồng minh Ferdinand Foch cho người Đức 72 giờ để chấp nhận những điều khoản không thể thương lượng của phe mình. Trong khi đó, cuộc đánh chiếm của Đức vào chiến tuyến Pháp sau khi giáp lá cà đã gặp tổn thất nặng nề, sau khi quân Pháp sử dụng xe tăng Saint-Chamond kết hợp với bộ binh để vượt qua hàng phòng ngự của quân Đức. Franz bị tách khỏi nhóm, còn Albert thì chết khi cố gắng đầu hàng quân địch. Paul bị kẹt trong một hố bom cùng với một người lính Pháp rồi sau đó đâm nhiều nhát vào người anh ta. Ngay sau đó, Paul chứng kiến cảnh người lính kia thoi thóp và bắt đầu hối hận, đồng thời cầu xin sự tha thứ cho hành động của mình.
Erzberger biết tin Hoàng đế Wilhelm II thoái vị và nhận được chỉ thị từ thống chế Paul von Hindenburg trong việc chấp nhận các điều khoản của Đồng minh. Paul trở lại đơn vị của mình và thấy họ đang ăn mừng chiến tranh sắp kết thúc. Anh tìm thấy Tjaden đang bị trọng thương và nhận được chiếc khăn của Franz. Paul và Kat mang thức ăn đến cho anh, nhưng do quẫn trí vì không muốn trở thành kẻ tàn tật, Tjaden đã dùng nĩa đâm những nhát chí mạng vào cổ mình hòng tự sát.
Ngày 11 tháng 11 năm 1918, phái đoàn của Erzberger ký hiệp ước đình chiến, bắt đầu có hiệu lực lúc 11 giờ sáng. Sau khi biết về lệnh ngừng bắn, Paul và Kat cùng nhau ăn trộm đồ ăn từ trang trại lần cuối, thế nhưng xui rủi thay, Kat bị con trai của người nông dân bắn và qua đời trước khi đến bệnh xá. Tướng Friedrichs, do muốn kết thúc chiến tranh bằng thắng lợi của quân Đức, đã ra lệnh cho quân mình bắt đầu tấn công lúc 10 giờ 45 sáng. Paul vô vọng lao lên chiến hào địch và giết nhiều lính Pháp, trước khi bị đâm bằng lưỡi lê ngay gần kề thời khắc chiến tranh kết thúc vài giây. Dồn hết sức tàn vào đôi chân của mình, Paul nặng nề lê bước ra khỏi chiến hào và kinh ngạc khi chứng kiến khoảnh khắc cuộc chiến kết thúc. 
Vào một lúc sau, một tân binh người Đức mà Paul từng cứu trước đó tìm thấy thi thể dính đầy bùn đất của Paul, nhưng vẻ mặt lại vô cùng thanh thản. Cậu lính ấy nhặt chiếc khăn quàng cổ của Franz thay vì chiếc thẻ tên, thứ đóng vai trò là dấu hiệu nhận dạng những binh sĩ đã chết. 